# Британська елітна ліга 2019—2020
Британська елітна ліга 2019—2020 (англ. 2019–20 EIHL season) — 17-й сезон Британської елітної ліги. Чемпіонат стартував 7 вересня 2019, а повинен був фінішувати 29 березня 2020 решта регулярного чемпіонату та плей-оф було скасовано через пандемію COVID-19 13 березня 2020 року.

## Клуби
| Клуб                | Заснований | Місто     | Арена                    | Місткість |
| ------------------- | ---------- | --------- | ------------------------ | --------- |
| «Белфаст Джаєнтс»   | 2000       | Белфаст   | Одіссей                  | 7,200     |
| «Глазго Клан»       | 2010       | Глазго    | Брехед Арена             | 3,750     |
| «Кардіфф Девілс»    | 1986       | Кардіфф   | Кардіфф Арена            | 2,500     |
| «Ковентрі Блейз»‎    | 2000       | Ковентрі  | СкайДом Арена            | 3,600     |
| «Данді Старс»       | 2001       | Данді     | Данді Айс Арена          | 3,300     |
| «Гілфорд Флеймс»    | 1992       | Гілфорд   | Гілфорд Спектрум         | 2,200     |
| «Файф Флаєрс»       | 1938       | Керколді  | Файф Айс Арена           | 4,280     |
| «Манчестер Сторм»   | 2015       | Манчестер | Олтрінгем Айс Дом        | 2,100     |
| «Ноттінгем Пантерс» | 1946       | Ноттінгем | Нешінал Айс Центр        | 7,500     |
| «Шеффілд Стілерс»   | 1991       | Шеффілд   | Моторпойнт Арена Шеффілд | 8,500     |

## Турнірна таблиця
За регламентом клуби повинні були провести 54 матчі але через карантин клуби провели не рівну кількість ігр.
| Поз | Команда               | М  | В  | ВО | ПО | П  | ГЗ  | ГП  | Різ | О  | Кваліфікація |
| --- | --------------------- | -- | -- | -- | -- | -- | --- | --- | --- | -- | ------------ |
| 1   | Кардіфф Девілс (Q)    | 46 | 28 | 3  | 2  | 13 | 162 | 138 | +24 | 64 | Плей-оф      |
| 2   | Шеффілд Стілерс (Q)   | 49 | 28 | 3  | 1  | 17 | 211 | 154 | +57 | 63 | Плей-оф      |
| 3   | Ковентрі Блейз (Q)    | 48 | 25 | 2  | 7  | 14 | 180 | 158 | +22 | 61 | Плей-оф      |
| 4   | Белфаст Джаєнтс (Q)   | 48 | 26 | 2  | 4  | 16 | 149 | 125 | +24 | 60 | Плей-оф      |
| 5   | Ноттінгем Пантерс (Q) | 46 | 21 | 6  | 4  | 15 | 147 | 124 | +23 | 58 | Плей-оф      |
| 6   | Гілфорд Флеймс (Q)    | 47 | 19 | 6  | 3  | 19 | 146 | 146 | 0   | 53 | Плей-оф      |
| 7   | Глазго Клан           | 48 | 14 | 5  | 3  | 26 | 141 | 181 | −40 | 41 | Плей-оф      |
| 8   | Манчестер Сторм       | 49 | 12 | 6  | 5  | 26 | 119 | 151 | −32 | 41 | Плей-оф      |
| 9   | Данді Старс           | 48 | 16 | 2  | 3  | 27 | 146 | 179 | −33 | 39 |              |
| 10  | Файф Флаєрс           | 49 | 14 | 1  | 4  | 30 | 124 | 169 | −45 | 34 |              |

- На сезон: 1) Очки; 2) Найменше зіграних ігор; критерії кінця сезону, як показано нижче.
- Кінець сезону: 1) Очки; 2) Ігри вигравали у основний час; 3) Кількість виграних ігор; 4) Результати між командами, класифіковані за критеріями від 1 до 3; 5) Найменша кількість поразок; 6) Результати гри в гостях, класифіковані за критеріями від 1 до 3; 7) Різниця шайб; 8) Різниця голів; 9) Найменше штрафних хвилин; 10) Жеребкування.